# Eta Tucanae
Eta Tucanae (η Tuc, förkortat Eta Tuc, η Tuc) som är stjärnans Bayerbeteckning, är en ensam stjärna belägen i den mellersta delen av stjärnbilden Tukanen. Den har en skenbar magnitud på 5,00 och är synlig för blotta ögat där ljusföroreningar ej förekommer. Baserat på parallaxmätning inom Hipparcosuppdraget på ca 21,1 mas, beräknas den befinna sig på ett avstånd på ca 155 ljusår (ca 47 parsek) från solen.

## Egenskaper
Eta Tucanae är en blå till vit stjärna i huvudserien av spektralklass A1 V. Den har en massa som är ca 2,2 gånger större än solens massa, en radie som är ca 1,8 gånger större än solens och utsänder från dess fotosfär ca 23 gånger mera energi än solen vid en effektiv temperatur av ca 9 100 K. 
Eta Tucanae är en Vegaliknande stjärna med ett överskott av infraröd strålning. Den är ungefär 10-40 miljoner år gammal och ingår i Tucanaföreningen.